# حاجی‌آباد (ساری)
حاجی‌آباد، روستایی است از توابع بخش رودپی شهرستان ساری در استان مازندران ایران.

## جمعیت
این روستا در دهستان رودپی غربی قرار داشته و بر اساس آخرین سرشماری مرکز آمار ایران که در سال ۱۳۸۵ صورت گرفته، جمعیت آن ۱۶۰نفر (۴۱خانوار) بوده‌است.